# 卡西亚蝇子草
卡西亚蝇子草（学名：Silene khasiana）是石竹科蝇子草属的植物。分布于印度以及中国大陆的西藏等地，生长于海拔3,000米至3,100米的地区，目前尚未由人工引种栽培。